# خط جهد عالي

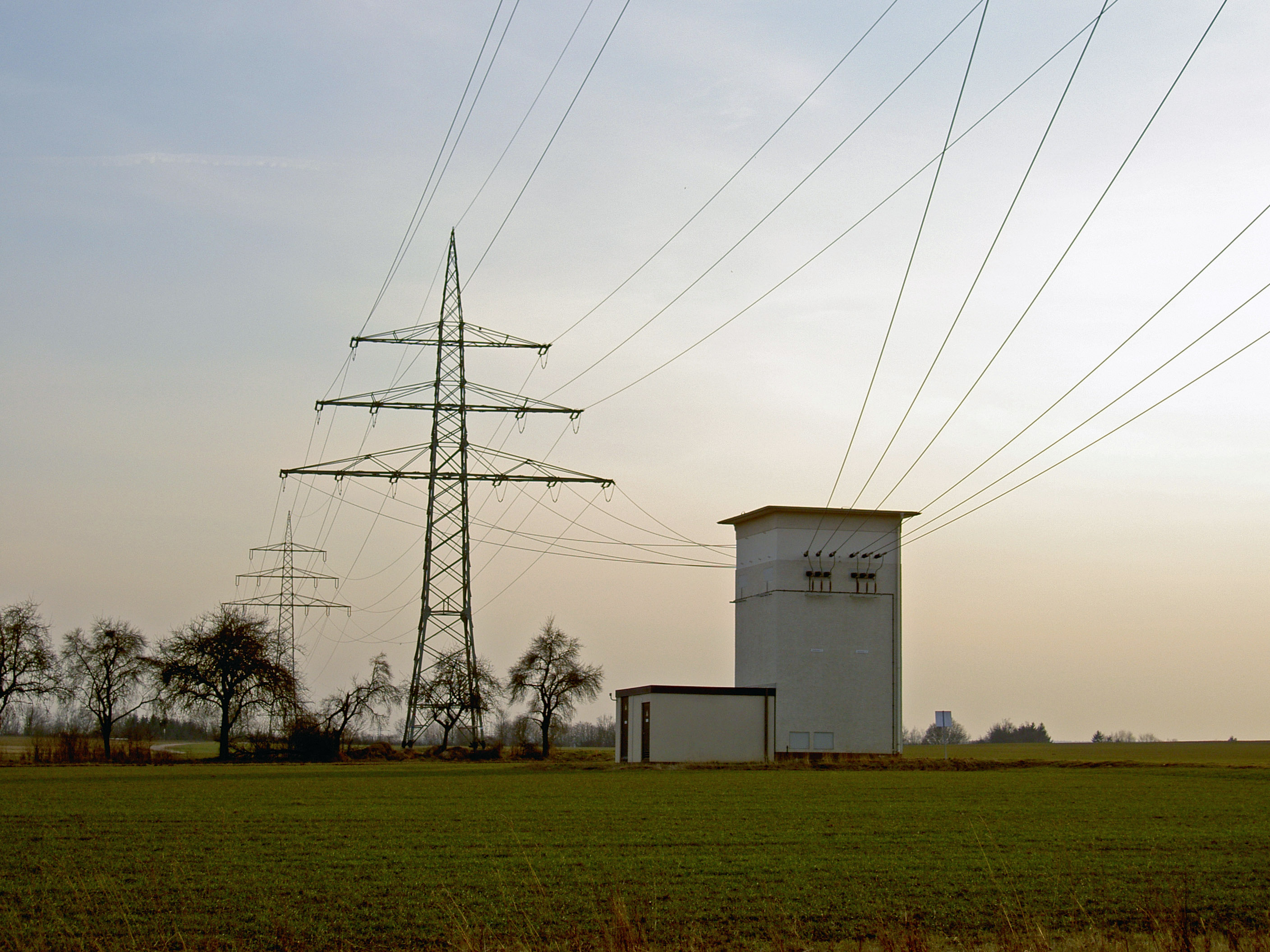
خط ضغط عالي ومتفرع منه محول كهربائي.

شكل عام لشبكة توزيع الكهرباء.

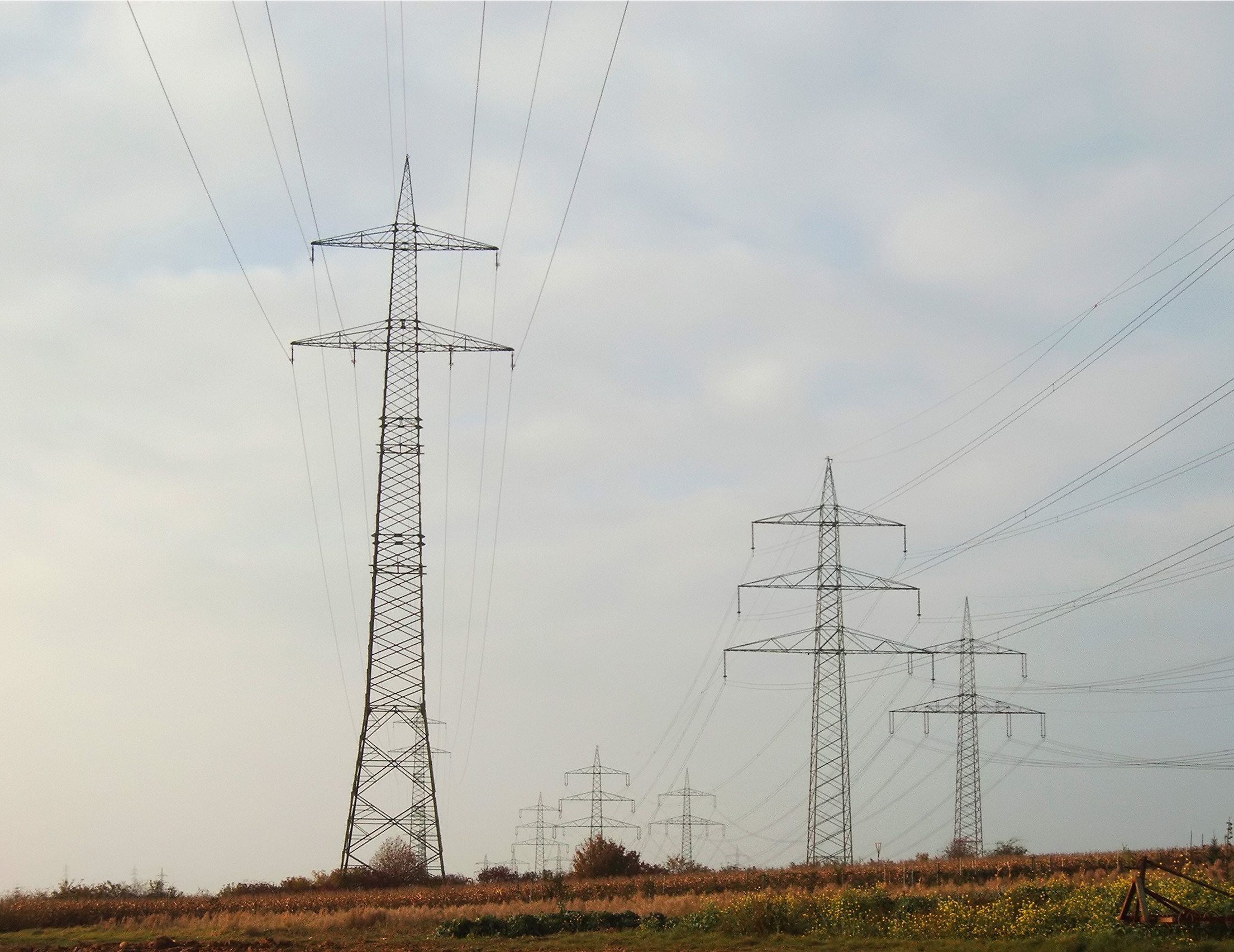
أبراج تحمل خطوطا مختلفة للجهد العالي.

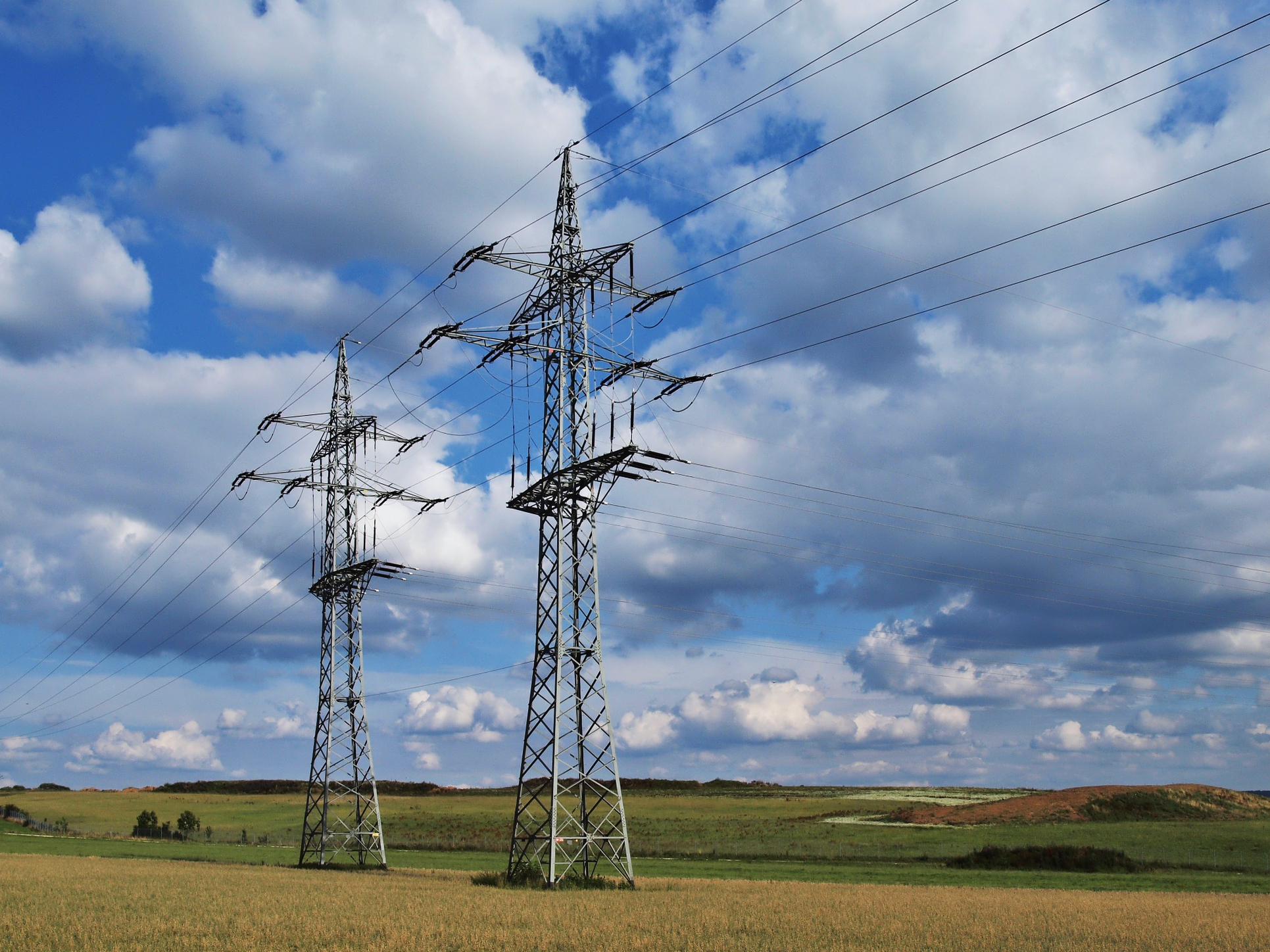
تفريعة من خط 110 كيلو فولت تذهب يمينا إلى
لتغذية محول.

خط الجهد العالي أو خطوط الضغط العالي (بالإنجليزية: Overhead Power line) هو كابل أو كابلات كهربائية تخرج من محطة توليد طاقة كهربائية لتوصيل التيار للاستخدام في المصانع والبيوت. يحمل الكابل بجهد عالي جدا يبلغ 100.000 فولت أو ما يزيد عن ذلك ويكون التيار الكهربائي الذي يجري فيه عادة تيار متردد. لايصلح هذا الجهد العالي للاستخدام العادي مباشرة، وإنما يخفض هذا الجهد العالي على مراحل على الطريق إلى نحو 10.000 فولت، ثم إلى نحو 3000 فولت، ويستخدم في المصانع عندما يكون قد وصل إلى 760 فولت. أما الاستخدام في البيوت والإنارة فيخفض الجهد إلى 220 فولت في معظم البلاد، كما لا تزال بعض البلاد تستخدم جهدا مترددا قدره 110 فولت للاستخدام المنزلي.
يعمل الهواء كعازل بين الكابلات التي تحمل التيار. ويمكن استخدام أبراج من الخشب أو الأسمنت المسلح أو قضبان حديدية متشابكة لبناء الأبراج وذلك لجهد أقل من 50 كيلوفولت.أما للجهد أعلى من 50 كيلو فولت فتستخدم في أوروبا أبراج الحديد المتشابك، للجهود أعلى من 110 كيلو فولت تستخدم أيضا أنابيب حديدية متشابكة لبناء الأبراج.
وبغرض الحماية من التفريغات الكهربائية الصاعقة يحافظ على أن يكون أرتفاع الكابلات عن الأرض 4 متر على الأقل للجهد أقل من 1000 فولت، أما للجهود أعلى من 1000 فولت (1 كيلو فولت) فلا بد من زيادة ارتفاع الكابل عن ذلك عن الأرض.

## نقل الطاقة

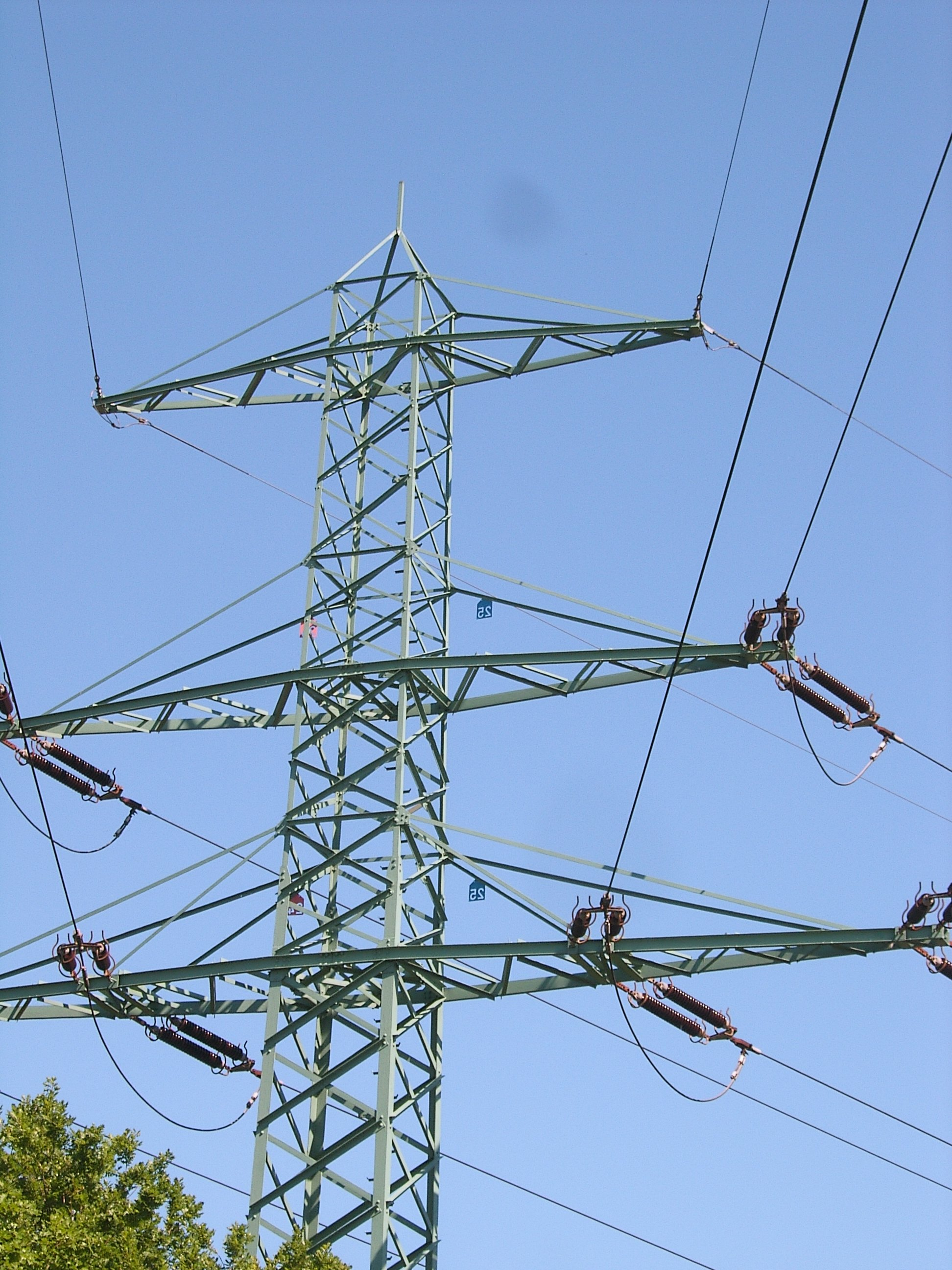
خط 110 kV ذو كابلين أرضيين.

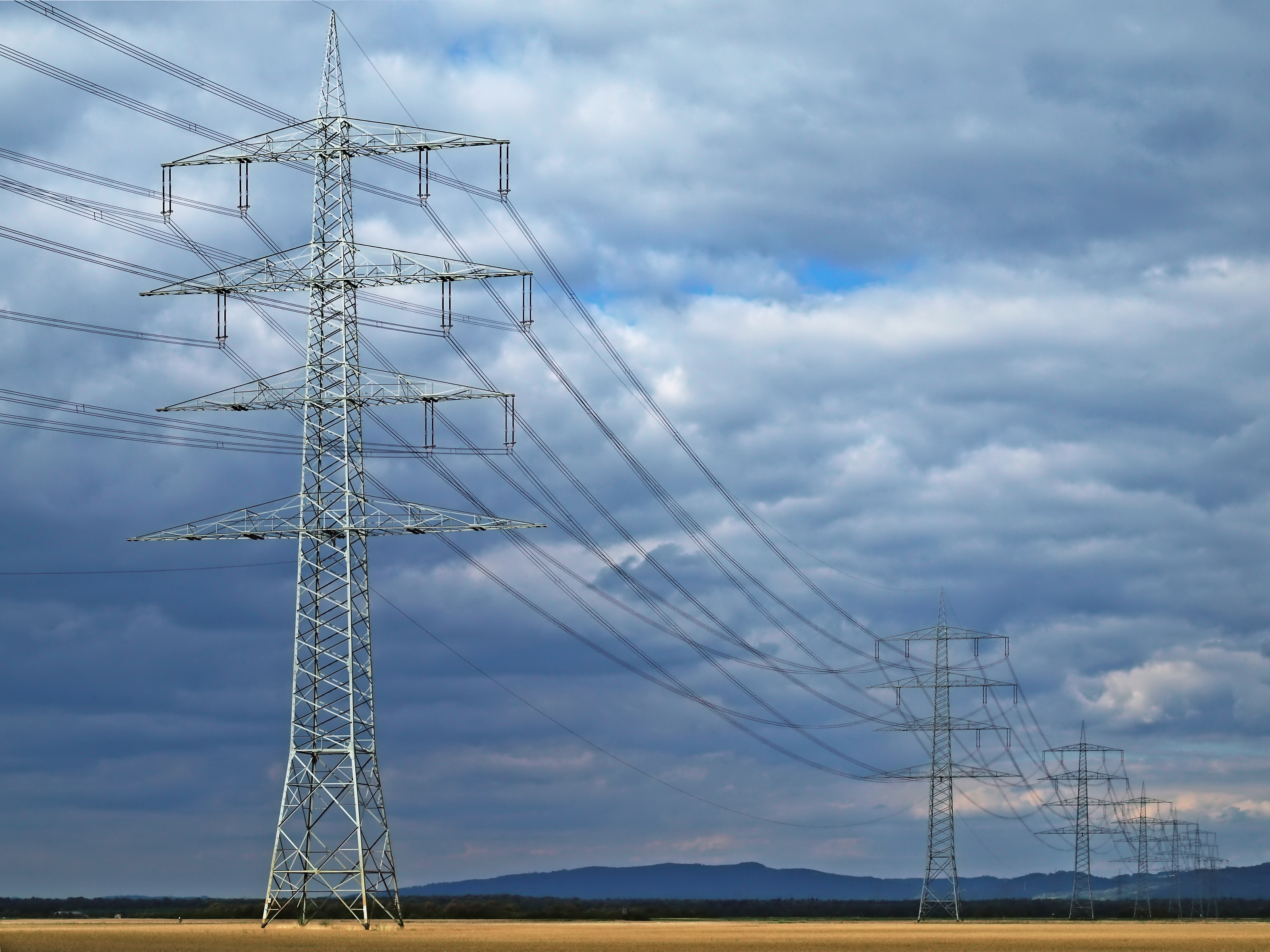
خط ضعط عالي من محطة نووية ببليس بألمانيا. تنتج 400 كيلوفولط تيار متردد محملة على 4 كابلات.

يتم نقل الكهرباء عبر شبكة خطوط الضغط العالي فوق الأرض ت. وكانت البيوت تزود في الماضي بجهد كهربائي صغير من بيت إلى بيت أو عن طريق أعمدة عواميد، كما كانت تستخد لإنارة. وكانت الكابلات المستخدمة معزولة فكانت تثبت على الأعمدة بدون عوازل. ولكن فعل الرياح كان يشتد في بعض الأوقات مما كان يؤدي إلى قطع الكابل وربما انكسار العمود أو البرج.
يكون من اللازم أن يكون ارتفاع الكابل المحمل ب 400 كيلوفولت عن الكابلات الاسفل منه إذا كان الجو جافا، أكثر من ذلك في حالة زيادة الرطوبة في الجو.
و تمثل خطوط الضغط العالي فوق 50 كيلوفولط الحل الاقتصادي لتوصيل الطاقة الكهربائية. وبسبب البرودة خلال الشتاء فيمكن تحميل الكابلات أكثر من ذلك حيث يزداد استهلاك الكهرباء. وعن طريق مراقبة خطوط الجهد العالي وتزويدها بمقياسات فيمكن استغلال هذا تأثير البرودة على أفضل وجه.
كما تستغل الابراج أيضا في حمل كابلات الاتصالات، وكابلات الألياف الزجاجية أو أجهزة التردد الحامل.

### الكابل الهوائي
يصنع الكابل الهوائي من النحاس والدراي Aldrey كما تصنع الكابلات المركبة من الفولاذ والألمونيوم. وتلك الأخيرة تكون ذات كثافة منخفضة وتتميز بمقطع مساحة أكبر عند تساوي نوعي الكابلات في الوزن، لذلك يكون لها قيمة توصيل عالية ويفضل استخدامها على الابراج.
بالنسبة إلى الاستخدام فوق جهد متردد أعلى من 110 كيلوفولط فيفضل استخدام ما يسمى «كابل حزمي» لخفض التآكل ولتعلية قدرة الكابل.يتكون الكابل الحزمي من عدة من الكابلات بينها مثبتات وتخفض من المجال الكهربائي السطحي إلى قيم أقل من 17 كيلوفولط/سنتيمتر، حيث يحدث تاين الهواء فوق هذا الحد للجهد. وتستخدم غالبا حزمتان للحهحظمة د 220 كيلوفولط، وثلاثة احزمة أو أربعة لجهد 380 كيلوفولط (380 ألف فولط).
تصل درجة حرارة الكابل إلى أقصاها بسبب مرور التيار إلى نحو 70 درجة مئوية أو 80 درجة مئوية، وهي من مواصفات الكابلات التقنية. ويمكن في حالة الانقطاع والتوصيل بالارض ان تصل درجة الحرارة إلى 160 درجة أو 170 درجة مئوية لفترة وجيزة. وإذا ارتفعت درجة الحرارة عن ذلك فهذا يؤثر على صلابة الكابل.
شدة التيار الاقتصادية تقترن بارتفاع بسيط في درجة حرارة الكابل (بين 0,7 A/mm² إلى 1 A/mm²),
وعند التشغيل المستمر عند نحو 2 A/mm² إلى 2,5 A/mm² فتصل درجة حرارة الكابل إلى أقصاها عندما تكون درجة حرارة الجو في الصيف 30 °C . ويمكن زيادة شدة التيار في الكابل شتاء حيث يحث تبريد طبيعي للكابل شتاء. وأحيانا يتراكم الثليج على الكابل في الشتاء في أوروبا ويزداد ثقلا ويقترب من الأرض، ولتلافي قطعه فتمرر فيه بين الحين والآخر بعض دفعات التيار القصيرة لإذابة الثلوج من عليه.
يتكون الكابل المستخدم لنقل جهد 110 كيلوفولط (110 ألف فولط) من 7 فروع داخلية من الفولاذ يبلغ مساحة مقطعها الكلية 60 مليمتر مربع ويحيطهم 30 فرع من الالمونيوم يصل مساحة مقطعهم الكلي 257 مليمتر مربع.
يمر في الكابل عادة 560 أمبير لكل موصل ولعدد 6 موصلات تصبح القدرة المنقولة نحو 215 ميجا فولط أمبير. كما يمكن بواسطة كابل ل 380 كيلو فولط ينقل 1.300 أمبير لكل موصل خارجي أن ينقل قدره كهربائية مقدارها 900 ميجا فولط أمبير، حيث أن القدرة الطبيعية تكون عند 600 ميجاواط.
لمعظم الأبراج لنقل التيار المتردد تحمل في العادة 3 أو 6 كابلات. وتتبادل الكابلات موقعها بين برج وبرج وتختلف مسافاتها إلى الأرض. بهذه الطريقة تكون سعتها متناظرة في نظام الثلاثة كابلات وتتوازن طاقتها بالنسية لتأثير الأرض عليها.
بالقرب من المطارات حيث تقلع الطائرات وتهبط تعلّم خطوط الجهد العالي بلمبات مضيئة لكي يراها الطيارون.

### كابل الأرضي

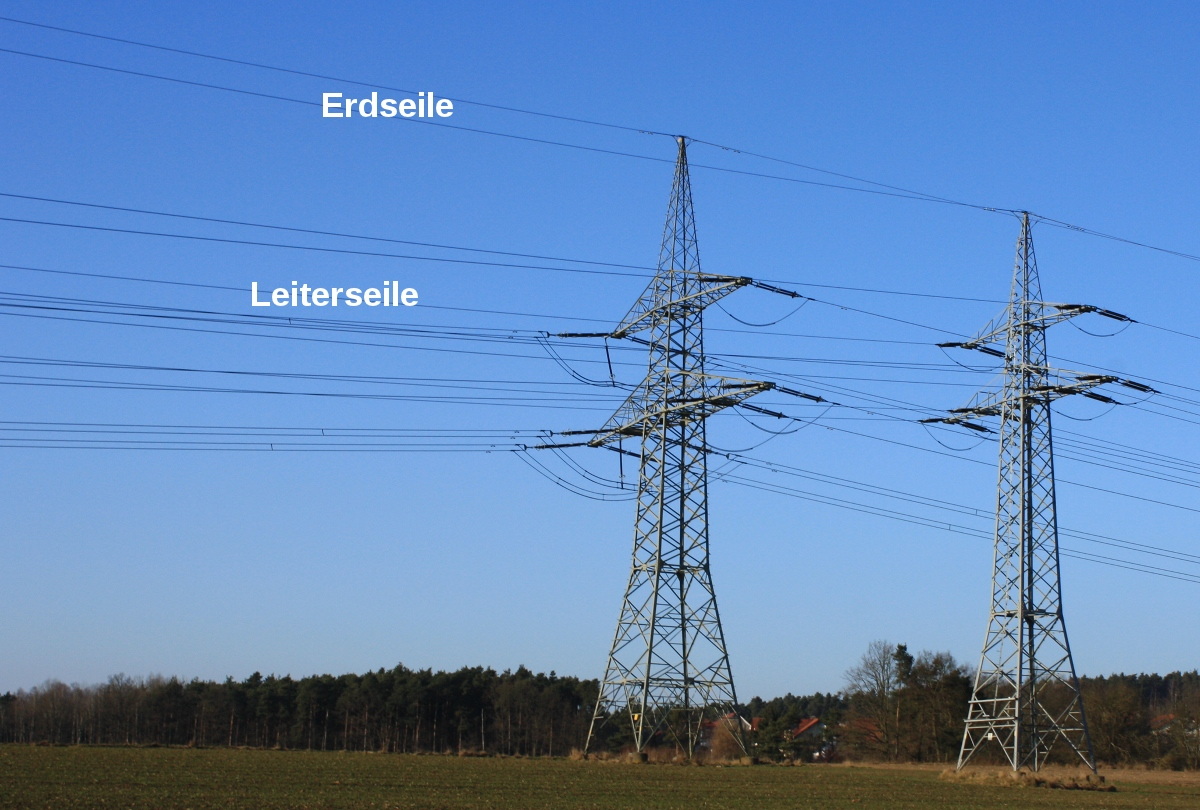
الكابل الأرضي (فوق) وكابلات التيار (تحت).

الكابل الأرضي هو كابل موصل ولكنه لا يحمل تيارا، وأنما يمتد فوق الكابلات الحاملة للتيار. وهو يكون موصولا بالأرض ويثبت على قمم الأبراج. وظيفة الكابل الأرضي هو منع الصواعق من إصابة الكابلات الحاملة للطاقة. وعادة تركب الكابل الأرضي لكل موصل يعمل لنقل ما فوق 50 كيلوفولط.
وغالبا يتعلق بالكابل الأرضي بكابل للاتصالات وأو يكون في باطنه. ويمكن لصاحب الشبكة الكهربائية تأجير خط الاتصلات لشركات الاتصلات.
ولزيادة حفظ خطوط الجهد العالي من الصواعق يمكن تزويد كل برج بكابلين أرضيين. وهذان الكابلان يركبان على الطرفين الخارجيين للعارضة العليا الحاملة للكابلات.

### العوازل

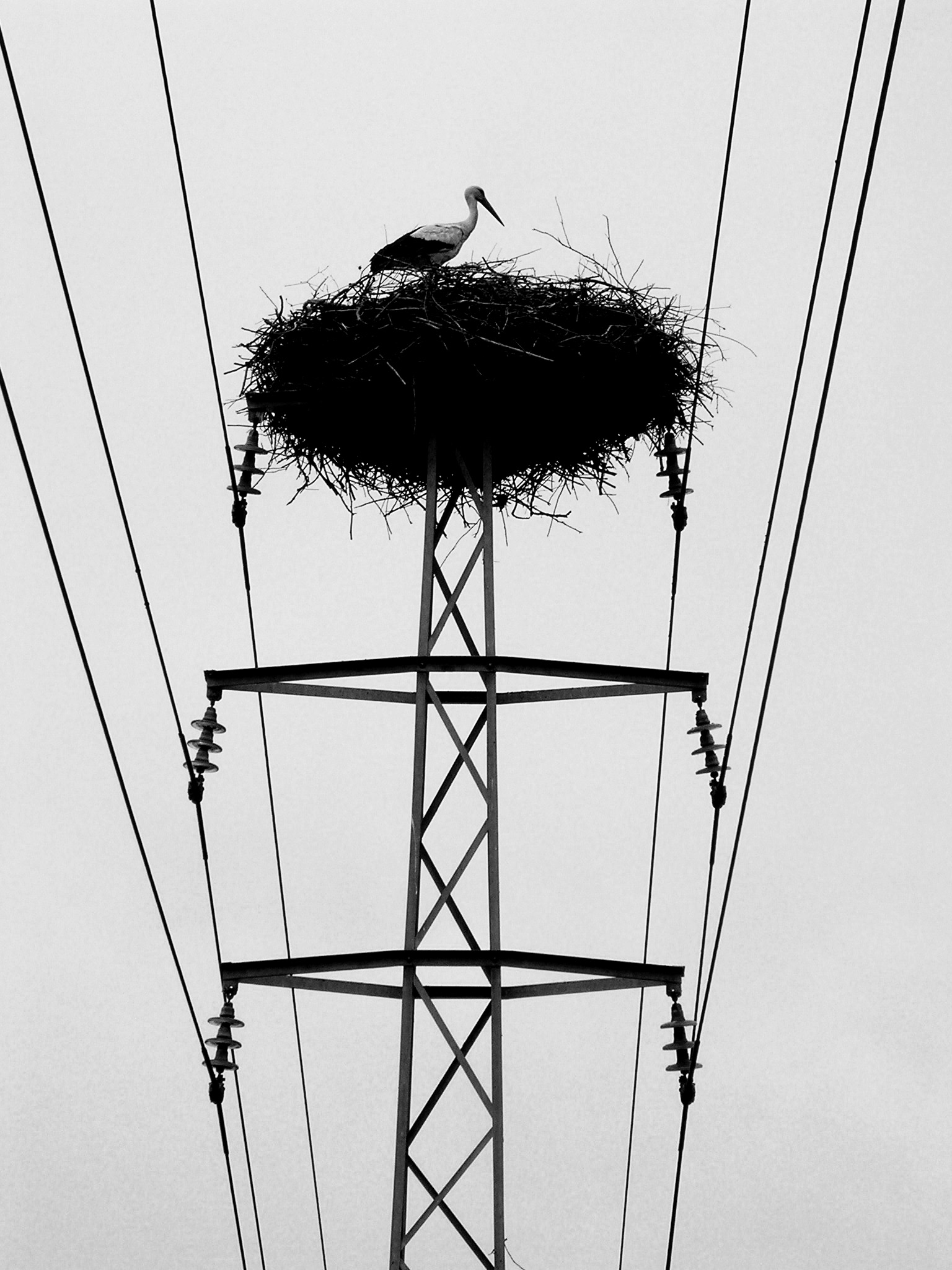
طائر يعشعش أعلى البرج قد يتسبب في دارة قصر وانقطاع التيار.

تستخدم عوازل معلقة أو مثبتة رأسيا للجهد حتى 50 كيلوفولط. وتمثل العوازل الرأسية خطرا
على الطيور التي تهبط عليها ثم تطير من بين العوازل فتحدث دارة قصر وانقطاعا في التيار. لذلك تزود أطرافها العليا بأشواك لمنع هبوط الطيور عليها.
مادة العوازل تكون من خزف. كما تستخدم عوازل من السيليكون للجهد فوق 100 ألف فولط.

## خطوط تقنية الاتصالات
من تقنية خطوط الاتصلات نعرف أعمدة التليفونات التي لا تغطى أسلاكها بعازل. ولتركيبها على العمود تستخدم عوازل من الزجاج أو خزف أو البلا ستيك. ويحافط على أن لا تقترب الاسلاك من بعضها البعض حتى لا تحدث دارة قصر وينقطع التيار.
وقد لجأت ألمانيا إلى مد خطوط الهاتف وخطوط النقل التلفزيوني تحت الأرض وكلفها ذلك كثيرا، ولكنها منعت بذلك شوشرات كانت تحدث للخطوط على الأعمدة وخصوصا خلال العواصف الجوية.

## مواصفات الكابلات
كابلات نقل الضغط العالي تختلف بحسب الغرض للاستخدام وكل منها يتميز بممانعة للتيار المتردد الذي تنتقل فيها في هيئة موجية. وتؤتي القائمة التالية بعدة أمثلة للمواصفات وأغراض الاستخدام.:

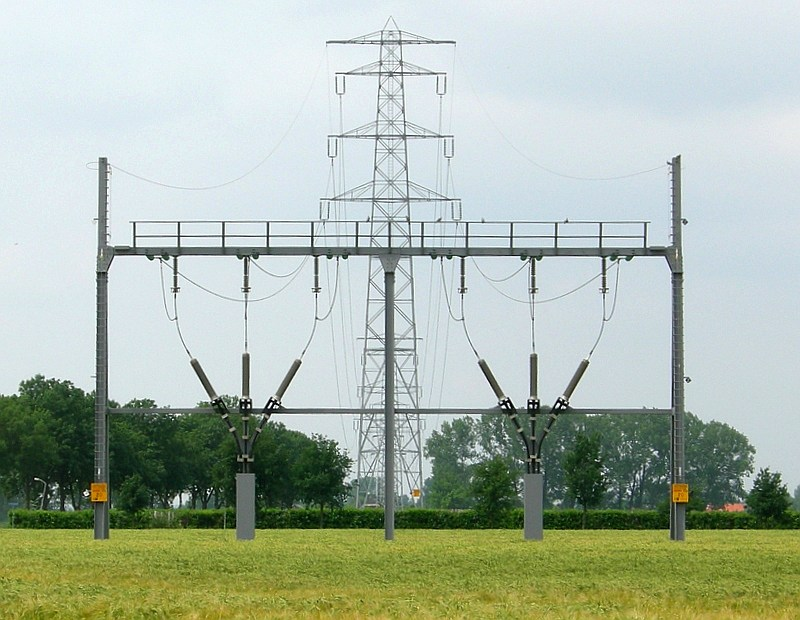
انتقال من خطوط فوق الأرض إلى خطوط تحت الأرض.

| القدرات و الممانعة | القدرات و الممانعة               | القدرات و الممانعة      | القدرات و الممانعة | القدرات و الممانعة     |
| الجهد الإسمي (kV)  | مقطع الكابل ألمونيوم/فولاذ (mm2) | المقاومة الترددية - (Ω) | القدرة ( (MW       | أقصي قدرة حرارية (MVA) |
| ------------------ | -------------------------------- | ----------------------- | ------------------ | ---------------------- |
| 10                 | 50/8                             | 330                     | 0,3                | 3                      |
| 20                 | 120/20                           | 335                     | 2,7                | 14,2                   |
| 110                | 240/40                           | 380                     | 32                 | 123                    |
| 220                | 2·240/40                         | 276                     | 175                | 492                    |
| 380                | 4·240/40                         | 240                     | 602                | 1700                   |
| 750                | 4·680/85                         | 260                     | 2160               | 5980                   |

## أنواع أخرى

### خطوط معلقة
نوع خاص من خطوط الجهد المعلقة تستخدمها عربات المترو والتروليباص. فلتقط العربة التيار من السلك بواسطه لاقط معدني مرفوع يلمسها وينزلق عليه وينقل التيار إلى محرك العربة. تلك الموصلات تكون مصنوعة من موصلات سميكة من سبيكة نحاسية.

### خطوط رويسن

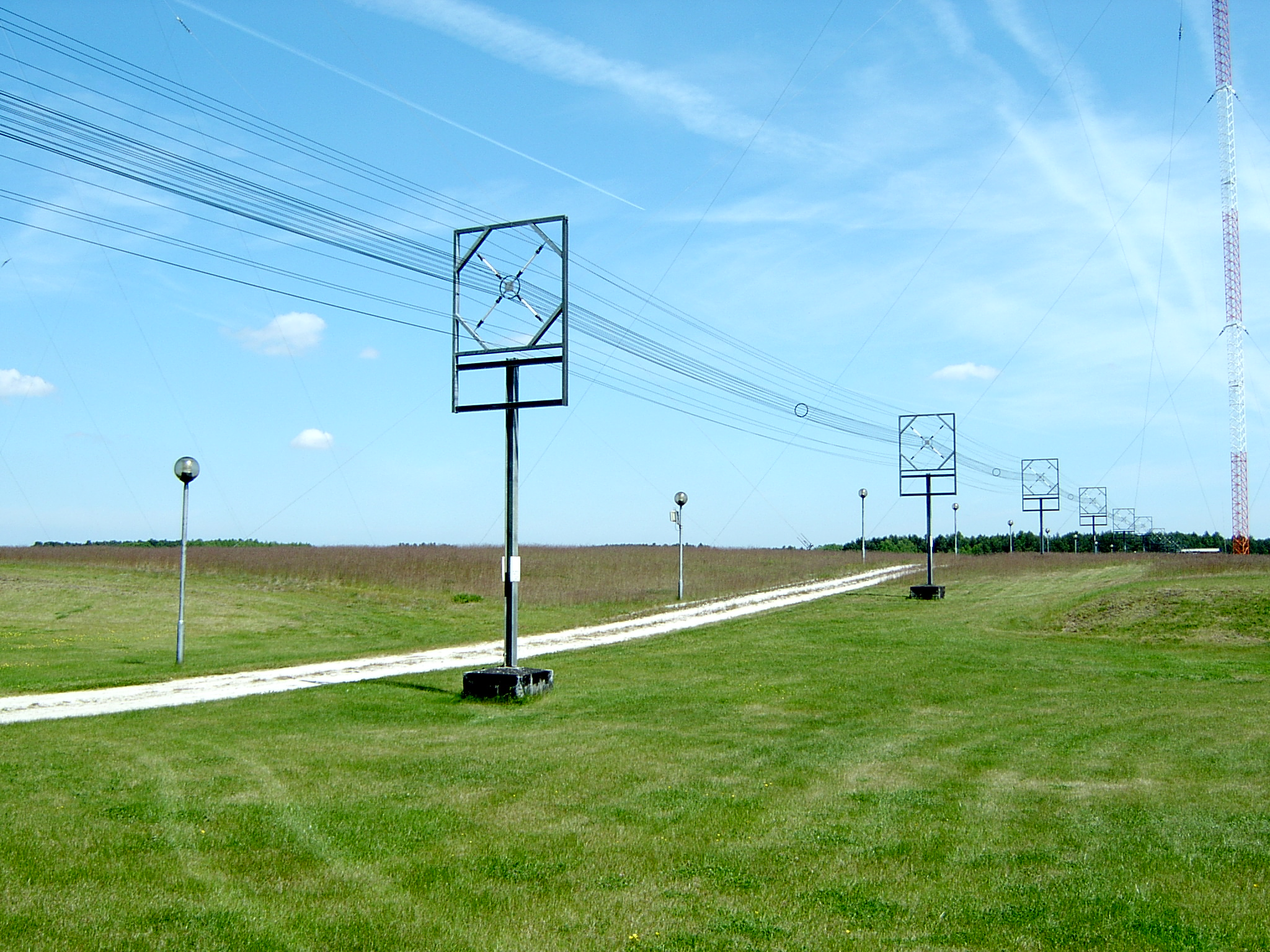
خط رويسن لتغذية هوائي إرسال تلفزيوني أو إرسال موجات راديو.

كذلك تستخدم خطوطا معلقة لتغذية هوائيات محطات الإذاعة والتلفزيون في مجالات بث الموجات الطويلة والمتوسطة والقصيرة. وتستخدم لذلك ما يسمى «بموصلات رويسن.»
وتتكون موصلة رويسن من عدة أسلاك متوازية مشبوكة بموصل خارجي متصل بالأرض وفي وسطها كابلات توصيل أشارات البث. وتكون كابلات توصيل إشارات البث مستندة على عوازل حولها وهي تعمل بجهد عالي لتغذية الهوائي للإرسال. وهي تكون عادة في هيئة حزمة موصلال.

## اقرأ أيضًا
- كبل اتصالات بحري
- جهد بين الرجلين
- أخطار الكهرباء
- كبل محوري
- كابل قوى
- طاقة كهربائية
- توليد الكهرباء
- الاستهلاك المنزلي للطاقة
- شبكة حرارية
- شبكة ذكية
- خط نقل
- نقل الكهرباء
- كبل الجهد العالي